# Nicolay Nicolaysen
Nicolay Nicolaysen, född den 12 april 1817 i Bergen, död den 22 januari 1911 i Kristiania, var en norsk arkeolog och historiker, halvbor till Julius Nicolaysen, far till Lyder Nicolaysen.
Nicolaysen tog juridisk examen 1841, men slog sig sedan på historia och arkeologi. Hans livsgärning förknippades med Foreningen til de norske fortidsmindesmerkers bevaring, i vars stiftande 1844 han deltog, vars "Aarsberetninger" 
han redigerade och vars ordförande han var 1851-1904, sedan 1860 med en liten statslön och titeln antikvarie. Hans verksamhet som ledare av landets arkeologiska undersökning blev epokgörande i Norge i fråga om såväl den förhistoriska som medeltida arkeologin. Ett systematiskt studium av norska medeltidens konst blev möjligt först på grundval av de rika skatter han uppdagade, bland annat genom utgrävningen av Munkelivs kloster i Bergen (1860), Maria- och Hallvardskyrkorna i Oslo (1865) och Gokstadsskeppet (1880). Härtill sluter sig hans grundläggande forskningar angående medeltida byggnader och byggnadssättens historia särskilt i dess märkliga träarkitektur (stavkyrkorna) och hans förtjänstfulla medverkan till restaureringen av exempelvis Trondhjems domkyrka och Haakonshallen i Bergen. 
Nicolaysen författade Norske fornlevninger (1862-66) och utgav planschverken Mindesmerker af middelalderens kunst i Norge (1853-55), Norske bygninger fra fortiden (I-III, 1860-80), Kunst og haandverk fra Norges fortid (serie l 1881-91, serie 2 1893-98, ej avslutat) och Langskibet fra Gokstad ved Sandefjord (på norska och engelska 1882). Av Nicolaysens arbeten på det rent historiska området kan nämnas, att han utgav "Norske magazin. Skrifter og optegnelser, angaaende Norge og forfattede efter reformationen" (I-III, 1858-70), vari ingår "Absalon Pedersøns dagbog" (1860), och "Bergens borgerbog 1550-1751" (1878). Han redigerade "Norske stiftelser. Samling af fundatser, testamenter og gavebreve samt historiskstatistiske efterretninger vedkommende milde stiftelser" (I-V, 1858-94). Han var 1863-67 styrelsemedlem av Den kongelige kunst- og tegneskole och utarbetade planen till denna skolas reformering, varjämte han var med om att grundlägga Den norske haandverks- og industriforening 1871 och Kristiania kunstindustrimuseum 1876. Nicolaysen var ledamot av Videnskabsselskabet i Kristiania (1858) och korresponderande ledamot av Vitterhets-, historie- och antikvitetsakademien (1866).